# Paso de Sico
Le Paso de Sico est un passage frontalier andin reliant la province d'El Loa, région d'Antofagasta, au Chili à la province de Salta en Argentine,.
Le col est situé au niveau de la chaîne principale des Andes. Il est desservi par la route chilienne CH-23, qui relie Calama (à 310 km) et San Pedro de Atacama (à 210 km), et par la route argentine 51, qui relie Catua et San Antonio de los Cobres. La route chilienne atteint l'altitude de 4 580 m à 24 km à l'ouest de la frontière.

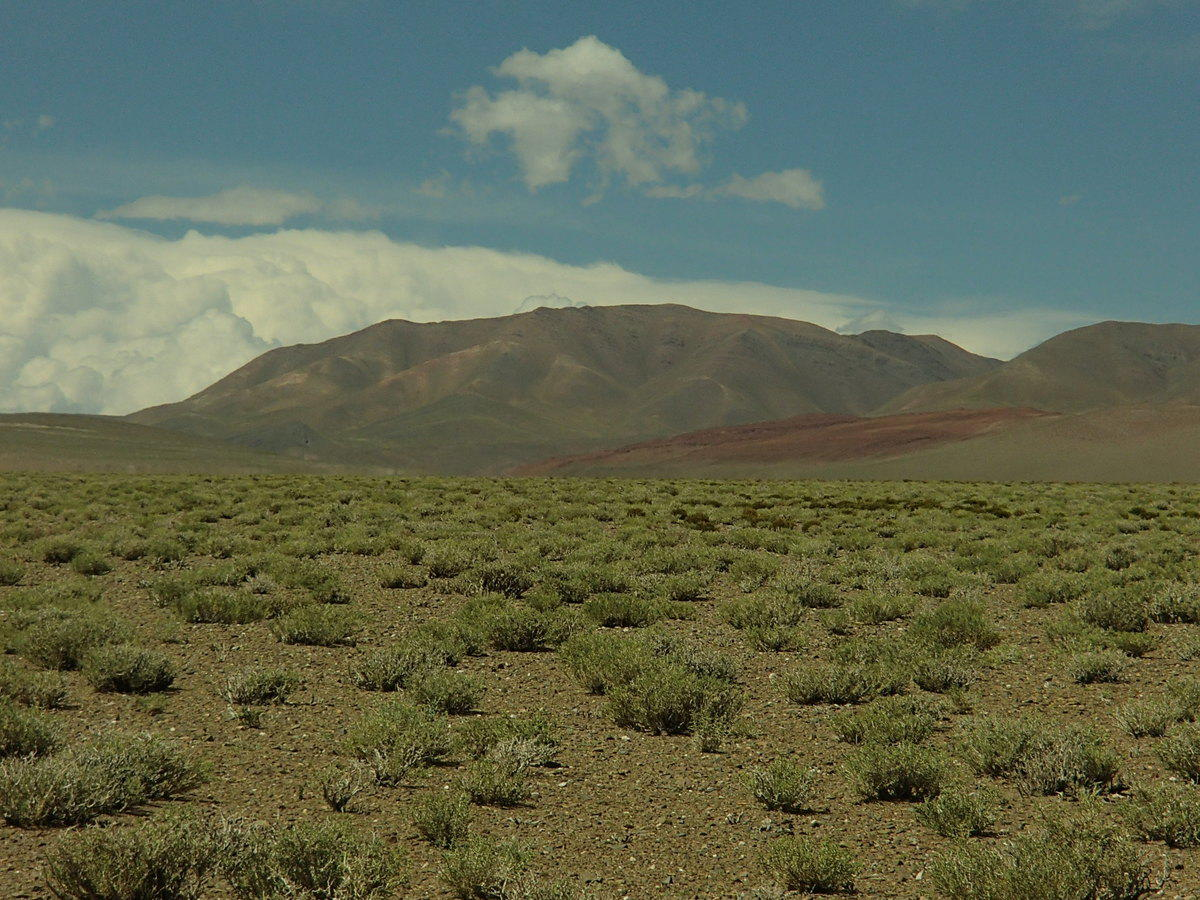
Côté argentin près du Paso de Sico
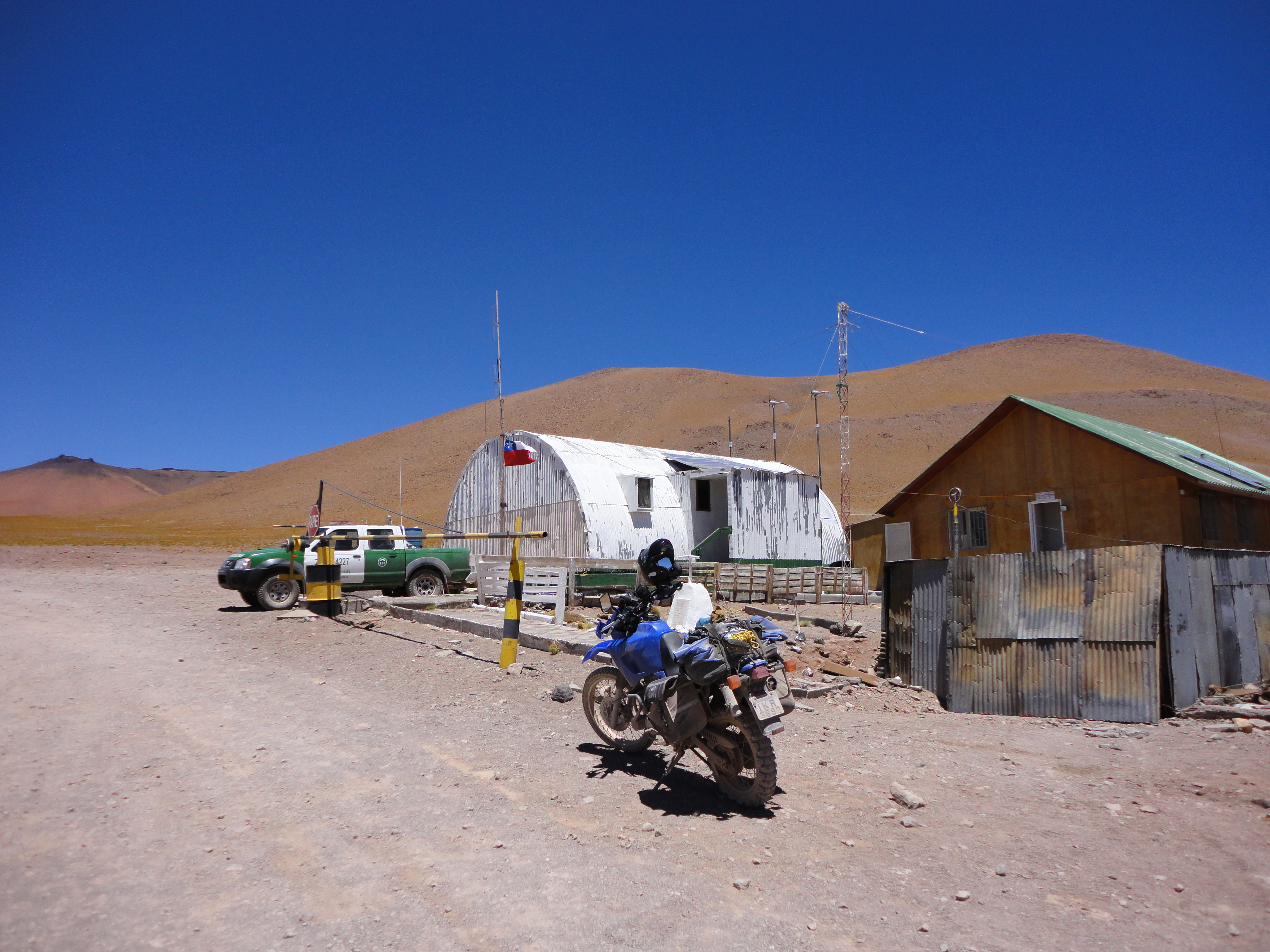
Douane et police chilienne à la frontière
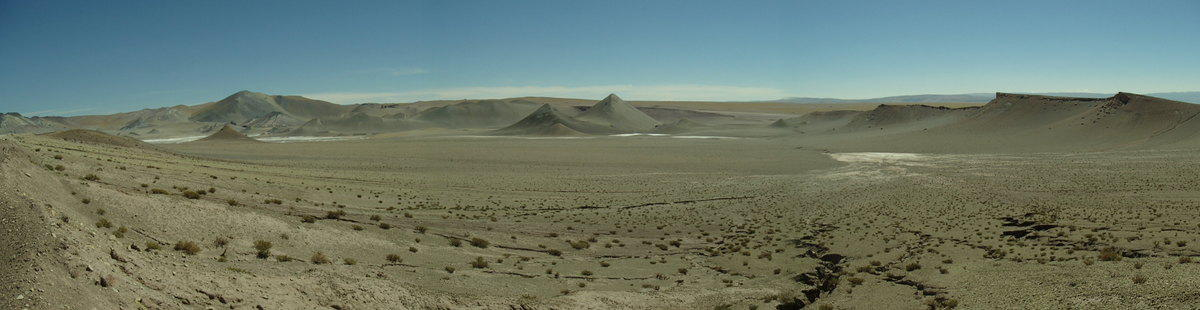
Montagnes vues du côté chilien du Paso de Sico